# Stekelhaaien (Echinorhinidae)
Stekelhaaien (Echinorhinidae) vormen een familie van haaien uit de orde Echinorhiniformes en bestaat uit één geslacht, (Echinorhinus). De naam komt van het Griekse echinos, een samentreksel van echinos (zee-egel) en rhis (neus).Deze familie omvat twee soorten, waarvan de korte neus, ruwe stekelachtige kraakbeenplaten, een ontbrekende aarsvin en twee zachte rugvinnen kenmerkend zijn. Beide soorten zijn vrij onbekende ongewone diepzeehaaien.

## Geslacht
- Echinorhinus - Blainville, 1816[2]